# Brian K. Hall
Brian Keith Hall (* 28. Oktober 1941 in Port Kembla, New South Wales) ist ein australisch-kanadischer Entwicklungsbiologe und Hochschullehrer an der Dalhousie University in Halifax (Nova Scotia).
Hall studierte Zoologie an der University of New England in Armidale mit dem Bachelor-Abschluss 1963 und 1965 und der Promotion (Ph.D.) 1968. Die Dissertation bei Patrick D. F. Murray war über die Differenzierung von Knochen und Knorpel in Hühner-Embryos. Zusätzlich erhielt er 1978 einen D.Sc. in Biologie. Von 1968 bis zur Emeritierung 2007 forschte und lehrte er an der Dalhousie University.
Er ist bekannt für den Vorschlag, dass die Neuralleiste im Embryo bei Wirbeltieren ein viertes Keimblatt ist neben Endoderm, Mesoderm, Ektoderm. Das ist nach Hall eine Besonderheit von Wirbeltieren und erzeugt eine Reihe neuer Organe (Knochen, Knorpel, sympathisches Nervensystem). Außerdem befasst er sich mit evolutionärer Entwicklungsbiologie (Entwicklung des Bauplans der Tiere) und war wesentlich an der Verbindung der Disziplinen Evolutionsbiologie und Entwicklungsbiologie beteiligt (Evo-Devo). Dabei betonte er auch die Rolle epigenetischer Wechselwirkungen von Geweben bei der Entwicklung.
Er ist Fellow der Royal Society of Canada (1985) und Mitglied der American Academy of Arts and Sciences (2002). Von 2003 bis 2005 war er Killam Research Fellow und 2005 gewann er den Killam Prize. 2014 wurde er Ehrendoktor der University of Calgary. 2001 gehörte er zu den ersten Empfängern der Alexander-Kowalewski-Medaille.

## Schriften (Auswahl)
- Evolutionary consequences of skeletal differentiation, American Zoologist, Band 15, 1975, S. 329–350
- Chondrogenesis of the somitic mesoderm, Springer 1977
- Developmental and cellular skeletal biology, Academic Press 1978
- Cartilage: Structure, function, and biochemistry, Academic Press 1983
- Evolutionary Development Biology, Springer 1992
- als Herausgeber: Homology. The Hierarchial Basis of Comparative Biology, Academic Press 1994
- Germ Layers and the Germ-Layer Theory Revisited: Primary and Secondary Germ Layers, Neural Crest as a Fourth Germ Layer, Homology, and Demise of the Germ-Layer Theory, in: Max K. Hecht; Ross J. MacIntyre; Michael T. Clegg (Hrsg.), Evolutionary Biology, Band 30, 1998, S. 121–186
- mit Marvalee H. Wake (Hrsg.): The Origin and Evolution of Larval Forms, Academic Press, 1999
- The Neural Crest in Development and Evolution, Springer 1999, 2. Auflage 2009
- Palaeontology and Evolutionary Developmental Biology: A Science of the Nineteenth and Twenty-First Centuries, Palaeontology, Band 45, 2002, S. 647–699
- mit Wendy Olson: Keywords and Concepts in Evolutionary Developmental Biology, Harvard University Press 2003
- mit Roy Pearson, Gerd B. Müller (Hrsg.): Environment, Development, and Evolution: Toward a Synthesis, Vienna Series in Theoretical Biology, Bradford Book 2003
- mit Benedikt Halgrimsson: Variation: A Central Concept in Biology, Elsevier/Academic Press, 2005, 2011
- Bones and Cartilage: Developmental and Evolutionary Skeletal Biology, Elsevier/Academic Press 2005
- Fins into Limbs. Development, Transformation, and Evolution, University of Chicago Press 2007
- mit Benedikt Halgrimsson: Epigenetics: Linking Genotype and Phenotype in Development and Evolution, University of California Press, 2011
- mit B. Hallgrímsson: Strickberger’s Evolution, 5. Auflage, Jones and Bartlett 2013
- Herausgeber mit Sally Moody: Cells in Evolutionary Biology: Translating Genotypes into Phenotypes — Past, Present. Future, CRC Press 2018
- Germ layers, the neural crest and emergent organization in development and evolution, Genesis, Band 56, 2018, e23103.
- mit C. D. Bishop (Hrsg.): Deferring Development: Setting Aside Cells for Future Use in Development and Evolution, CRC Press, 2020